# Hunter Biden
Robert Hunter Biden (Wilmington, 4 de fevereiro de 1970) é um advogado e lobista estadunidense que é o segundo filho do 46 ° Presidente dos Estados Unidos, Joe Biden. 
É sócio da Rosemont Seneca Partners, uma empresa de consultoria internacional. Biden atuou no conselho da Burisma Holdings, um importante produtor ucraniano de gás natural, de 2014 a 2019. Em 2019, o então presidente americano Donald Trump alegou que Joe Biden havia pedido a demissão de um promotor ucraniano para proteger Hunter Biden e Burisma Holdings, embora a extensa reportagem da imprensa e o governo ucraniano não tenham encontrado evidências que sustentassem a alegação. A suposta tentativa de Trump de pressionar o governo ucraniano a investigar os Biden, retendo a ajuda externa, levou ao início de um inquérito de impeachment contra Trump em setembro de 2019. Em 2024 foi condenado por ter mentido sobre o consumo de drogas e posse de arma.
Em 5 de setembro de 2024, em um tribunal federal em Los Angeles, Hunter Biden se declarou culpado em todas as nove acusações de evasão fiscal no estado da Califórnia.

## Carreira
Depois de se formar na faculdade de direito, Biden assumiu uma posição na MBNA America, uma grande holding de bancos. De 1998 a 2001, atuou no Departamento de Comércio dos Estados Unidos, com foco na política de comércio eletrônico. Biden tornou-se lobista em 2001. Foi nesse mesmo ano que empresa Oldaker, Biden & Belair foi fundada, tendo sido Biden um dos seus confundadores. Segundo Adam Entous, do The New Yorker, Biden e seu pai estabeleceram um relacionamento no qual "(Joe) Biden não pergunta a Hunter sobre seus clientes de lobby e Hunter não conta a seu pai sobre eles". Em 2006, Biden e seu tio, James Biden, tentaram comprar a Paradigm, um grupo que trabalha com fundos especulativos, mas o acordo foi abortado. Nesse mesmo ano, Biden foi nomeado pelo presidente George W. Bush para o conselho de administração da Amtrak; ele serviu no conselho da Amtrak de 2006 a 2009.
Joe Biden juntou-se a outros líderes ocidentais ao incentivar o governo da Ucrânia a demitir o principal promotor do país, Viktor Shokin, que a New York Magazine descreveu como sendo "amplamente considerado corrupto". O parlamento ucraniano votou pela remoção de Shokin em março de 2016. Em 2019, o presidente Donald Trump e seu advogado pessoal, Rudy Giuliani, alegaram que o vice-presidente Biden havia realmente pedido a demissão de Shokin para proteger seu filho e a Burisma Holdings. Em maio de 2019, Shokin afirmou que foi demitido porque estava investigando ativamente a Burisma, mas oficiais dos EUA e da Ucrânia declararam que a investigação sobre a Burisma estava "adormecida" no momento da demissão de Shokin. Não há evidências de que Hunter Biden esteja sob investigação do governo da Ucrânia ou que o ex-vice-presidente Biden tenha procurado a remoção de Shokin para proteger Hunter Biden ou a Burisma Holdings. Em julho de 2019, Trump ordenou o congelamento de 391 milhões de dólares em ajuda militar, pouco antes de uma conversa por telefone com o presidente ucraniano Volodymyr Zelensky, em que Trump pediu a Zelensky para iniciar uma investigação aos Biden. Em 24 de setembro de 2019, a Câmara dos Deputados dos Estados Unidos iniciou uma investigação formal de impeachment contra Trump, alegando que ele poderia ter usado a ajuda externa dos EUA e o governo ucraniano para danificar a Campanha presidencial de Joe Biden em 2020.
Quando Joe Biden era vice-presidente, Hunter Biden esteve nos conselhos de várias organizações sem fins lucrativos, incluindo o World Food Program USA, e também no Conselho Consultivo do Presidente do Instituto Nacional Democrático (NDI). Além disso, Hunter Biden foi copresidente honorário do comitê da posse presidencial de 2009.

## Drogas e outros problemas
Hunter Biden tem se envolvido em controvérsias pessoais, principalmente sobre o consumo e vício em drogas. Sua ex-esposa, Kathleen Biden, afirma que ele dilapidou de forma "extravagante" boa parte dos recursos da família com drogas, prostitutas, clubes de striptease e "presentes" para mulheres com as quais se relacionou. Kathleen se divorciou dele em 2017.